# 里奥·马加瑞
里奥·湯瑪士·马加瑞（Leo Thomas McGarry），也被簡稱為里奥·马加瑞（Leo McGarry）是美国电视剧《白宫群英》中虚构的一个角色，其扮演者为約翰·史賓賽（John Spencer）。按照劇情介紹，他曾是前美國勞工部部長，在劇集的開始他擔任了白宮幕僚長。同時，他是總統巴特勒最好的朋友，也是副幕僚長喬希·萊曼的導師。

## 角色的創建和發展
編劇艾伦·索金在《白宮群英》裡設計里奥·马加瑞這個角色的時候，曾設想將飾演者约翰·史宾赛的一部份性格融入角色。但他最後並沒有這樣做，因為整套劇集的撰寫工作實在是太過龐大。但是艾伦·索金發現约翰·史宾赛的表演非常性格化，因此里奥·马加瑞這個角色也逐漸融入了约翰·史宾赛的性格特點。跟里奥·马加瑞角色一樣，约翰·史宾赛也是一個恢復中的酗酒者。艾伦·索金也將這個融入到里奥·马加瑞的經歷中，他表示：“里奥也是一個恢復中的酗酒者。”

## 角色傳記
里奥·马加瑞是伊利諾州芝加哥市人，但是他還有部份家族成員是麻省波士頓市人。他擁有愛爾蘭和蘇格蘭血統，在家族中擁有兩個姐姐：伊莉莎白和約瑟芬，其中約瑟芬為亞特蘭大市的學監。 2000年年底，里奥·马加瑞與他結婚20多年的妻子離婚，原因是他的妻子再也無法忍受他的工作狂態度以及遺忘結婚紀念日，並且里奥·马加瑞也承認他的工作比他的婚姻更重要。 他與他的前妻擁有一個女兒，馬羅麗·歐布瑞恩，一位四年級女教師。里奥·马加瑞是一個正在戒斷藥物及酒精的康復者，而他的父親也是一個酒鬼，并因此自殺。
里奥·马加瑞是美國空軍退役軍人，隸屬於第355戰術戰鬥機聯隊，曾經在越戰期間於泰國達欺皇家空軍基地駕駛過F-105“雷公”戰鬥機。 戰爭期間，他曾被擊落過并因此受傷。在本劇開始前，里奥·马加瑞便已經在白宮供職，擔任美國勞工部長。他能講一口流利的西班牙語，並在穆勒-泰勒航空公司（一家美國國防部武器承包商）董事會供職10到12年，積累了大量個人財富。 他還為一家化工及農藥公司服務過，這家公司被指責在八十年代造成印度哈利亞納邦一次重大的化學污染事故。在多個公共場合，里奥·马加瑞都被認為是比美國總統本人還富裕的人。
通過學習，里奥·马加瑞成為一名([律師]]，並在90年代中期擔任美國勞工部長。1997年，他前往新罕布希爾州說服他的老朋友，新罕布希爾州州長約書亞·巴特勒競選民主黨總統提名人。他擔任約書亞·巴特勒的總統競選主管，並且是的主席兼秘書長。在競選過程中，他先後聘任了喬希·萊曼、托比·齊格、山姆·希朋和茜·潔·格瑞為競選團隊成員。最後巴特勒擊敗了媒體熱門人選約翰·霍伊尼斯獲得民主黨提名，并最終贏得美國總統選舉。在擔任美國總統后，他任命里奥·马加瑞為白宮幕僚長。
作為總統最重要的高級顧問，里奥·马加瑞的辦公室就設在橢圓形辦公室的隔壁，並且有直接通達的通道連接。他的工作包括協助總統制定相關政策并參與到白宮日常事務的運作。他提出了“本傑明總統的大大奶酪日”活動，要求白宮的高級幕僚們抽出一天的時間與那些平日無法接觸到的團隊會面，還要求所有的工作人員提交的報告儘量簡短，最好能縮寫在兩頁紙內。因此，里奥·马加瑞被認為是真正在運作這個國家的人。 在國會國情諮詢報告會上，總統對指定倖存者說，如果你有一位朋友，他比你聰明，并值得你託付生命，那麼他就是你的白宮幕僚長。
在劇集的第六季，里奥·马加瑞不認為在戴維營的會談能促使巴勒斯坦與以色列的和解，并就此與美國總統產生激烈的爭論。但是總統依舊固執己見，并認為一定能達成一個協議，而里奥·马加瑞則宣佈辭去白宮幕僚長一職。在辭職后幾分鐘，他因心臟病突發而昏倒在戴維營。雖然因搶救及時而沒有生命危險，但是他已經不再適合擔任白宮職務。總統向他詢問繼任者的名單，他提議由茜·潔·格瑞，時任白宮新聞秘書，來接替他的職務。

民主黨總統提名人選舉大會：桑托斯與马加瑞

在民主黨全國代表大會期間，總統向里奥·马加瑞詢問過如何擺脫目前的僵局。最後大會選擇了桑托斯和里奥·马加瑞的組合去競選美國總統。具有諷刺意味的是，里奥·马加瑞一直認為桑托斯對民主黨并不忠誠，而且他在稍早前認為時任美國副總統的鮑勃·羅素更適合競選美國總統。但是桑托斯的競選陳詞讓里奥·马加瑞感到了誠意，并最終答應擔任桑托斯競選陣營的副總統候選人。儘管他并不擅長演講，但是在安娜貝絲·斯科特的幫助下，他讓人不可置信地贏得了副總統選舉的辯論。
里奥·马加瑞這個角色最後一次出現在螢幕上是第七季的第10集，在他與喬希·萊曼商議是否出兵哈薩克斯坦。喬希問他：“一切還好么？”他的回答與結束字幕一樣出乎意料地少，“好！”（Yeah!）
大選之夜，桑托斯票數暫時落後，在最後結果即將公佈的時候，里奥·马加瑞因為心臟病突發而死於酒店。最早發現他死亡的是他的助手安娜貝絲·斯科特，隨後她便緊急通知了唐娜·摩絲 。唐娜·摩絲快速轉告了喬希·萊曼，并與他儘快趕到了酒店，但是為時已晚。在里奥·马加瑞死訊傳開之後，共和黨認為應該就此將桑托斯的選舉置於死地。但是共和黨總統提名人阿諾·米尼克參議員拒絕了這個提議，他認為里奥·马加瑞是不會做這樣的事情，而身為里奥·马加瑞十幾年的好友，他也拒絕做這樣的事。與此同時，民主黨總統提名人桑托斯拒絕了民主黨要求因里奥·马加瑞去世而更換副總統提名人的要求，他在自己的競選總部發表一篇聲明，對里奥·马加瑞去世感到難過并號召美國國民行使自己的投票權。最後，桑托斯與里奥·马加瑞在內華達州以微弱優勢取勝，并贏得最終選舉。桑托斯成為美國總統，而里奥·马加瑞也在他之後成為美國副總統。
里奥·马加瑞的葬禮是在一個不知名的天主教堂舉行，美國總統約書亞·巴特勒、下任美國總統當選人馬特·桑托斯、下任白宮幕僚長喬希·萊曼、現任白宮幕僚長特別顧問查理·楊、前任民主黨全國委員會主席巴利·古德溫和里奥·马加瑞的女婿擔任了他的扶靈人。他被安葬在阿灵顿国家公墓。

### 與其他角色的關係
里奥·马加瑞在與其他白宮高級幕僚們相處的時候，總是在專制與輕鬆的性格中交錯。同時相對於其他幕僚，里奥·马加瑞也扮演了一個父親的角色。
扮演者斯賓塞認為里奥跟副幕僚長喬希·萊曼是同樣的性格，喬希·萊曼可以說是一個年輕版的里奥，他（里奥·马加瑞）是“一個工作狂，一個致力於提升政府服務水平的人”。同時他也認為，在白宮這個男性為主的世界里，新聞秘書茜·潔·格瑞是一個比任何男性員工都要努力的女性。
在本劇的最後，桑托斯贏得了白宮，而時任桑托斯競選團隊負責人的喬希·萊曼再度邀請茜·潔·格瑞出任白宮幕僚長一職被拒，而茜·潔·格瑞也給喬希·萊曼（下任白宮幕僚長）留下一張字條，上書，意思就是“想想里奥會怎麼做”（What Would Leo Do?）。

## 里奥·马加瑞之死對劇情的影響
里奥·马加瑞的飾演者約翰·史賓賽於2005年12月16日過世，時值《白宮群英》第七季才完成五分之二劇情的拍攝。劇集製作人決定在後續的劇情中加入他的回憶，以便讓劇集能完整進行下去。而劇集中，里奥·马加瑞是在第10集中，被人發現在旅館中死亡。因為約翰·史賓賽的死亡事件，促使編劇修改了最後的劇情，讓桑托斯獲得最後的美國總統大選。

## 反響
克林頓政府時期的白宮幕僚長、奧巴馬政府時期的中央情報局局長里昂·潘尼達（Leon Panetta）對里奥·马加瑞這個角色留下了深刻印象，他告訴飾演者约翰·史宾赛說：“任何擁有里奥·马加瑞這樣幕僚長的美國政府都是非常非常幸運的”。
另一位白宮幕僚長，約翰·波德斯塔（John Podesta）也對约翰·史宾赛讚譽有加，他說：“（约翰·史宾赛）的表演將里奥·马加瑞的冷靜、理智、善良及忠誠演繹的淋漓盡致”。他還補充道，這些對约翰·史宾赛的評價並沒有完全詮釋了里奥·马加瑞的所有優點。